# Grob G 120
Grob G 120 je dvosedežno športno letalo, ki se uporablja za šolanje pilotov in akrobatsko letenje. Zasnovan je na podlagi G 115TA. Grajen je večinoma iz karbonskih kompozitnih materialov. Letalo lahko izvaja akrobatske manevre v razponu +6/-4g. Življenjska doba letala je okrog 15000 ur.
Verzijo G 120A poganja 6-valjni bencinski protibatni motor Lycoming AEIO-540-D4D5 s 260 KM. Verzijo G 120TP pa turbopropelerski motor Rolls-Royce Model 250 s 456 KM.

## Specifikacije (G 120A)
Podatki iz Jane's All The World's Aircraft 2003–2004; Jackson 2003, pp. 166–167.
Splošne značilnosti
- Posadka: 1 ali 2
- Dolžina: 8,605 m (28 ft 3 in)
- Razpon kril: 10,19 m (33 ft 5 in)
- Višina: 2,57 m (8 ft 5 in)
- Površina kril: 13,29 m2 (143,1 sq ft)
- Aeroprofil: Eppler E884
- Teža praznega letala: 960 kg (2.116 lb)
- Bruto teža: 1.440 kg (3.175 lb)
- Maks. vzletna teža: 1.490 kg (3.285 lb) [1]
- Kapaciteta goriva: 256 l
- Pogon letala: 1 × Lycoming AEIO-540-D4D5 6-valjni zračnohlajeni protibatni motor, 190 kW (260 hp)
- Propelerji: št. lopatic: 3 Hartzell HC-C3YR-1RF/F7663R, 198 m (649 ft 7 in) premer [1]

Zmogljivost
- Maks. hitrost: 319 km/h; 198 mph (172 kn)
- Potovalna hitrost: 307 km/h; 191 mph (166 kn) pri 75% moči na (1.500 m (5.000 ft))
- Hitrost pri porušitvi vzgona: 102 km/h; 63 mph (55 kn) s spuščenimi zakrilci
- Neprekoračljiva hitrost: 435 km/h; 270 mph (235 kn)
- Doseg: 1.537 km; 955 mi (830 nmi) na višini 8.000 ft (2.400 m) pri 45% moči
- Trajanje leta: 6,35 ur na višini 10000 ft pri ekonomični hitrosti
- Višina leta: 5.486 m (18.000 ft)
- g-omejitev: +6/-4G
- Hitrost vzpenjanja: 6,5 m/s (1.280 ft/min)

Letalska elektronika

- Garmin avionika